# ییژی فوریسل
ییژی فوریسل (چکی: Jiří Feureisl؛ (زادهٔ ۳ اکتبر ۱۹۳۱ – درگذشتهٔ ۱۲ مهٔ ۲۰۲۱) یک بازیکن فوتبال اهل چکسلواکی بود.

## تیم ملی
وی سابقه ۱۱ بازی در تیم ملی فوتبال چکسلواکی و عضویت به همراه این تیم در جام جهانی فوتبال ۱۹۵۸ را در کارنامه دارد.